# Paul M. Peterson
Paul M. Peterson (1954) es un botánico estadounidense. Trabaja activamente en el "Catálogo de Pastos del Nuevo Mundo": nomenclatura, taxonomía, tipos, distribuciones de bases de datos. Reconocido agrostólogo especializándose en la subfamilia Chloridoideae. Peterson es curador de Poaceae del "National Museum of Natural History" del Smithsonian Institution.

## Algunas publicaciones
- Peterson, PM, J Cayouette, YSN Ferdinandez, B Coulman, RE Chapman. 2002. Recognition of Bromus richardsonii and B. ciliatus: Evidence from morphology, cytology, and DNA fingerprinting (Poaceae: Bromeae). Aliso 20:21-36
- Abu-Asab, MS, PM Peterson, SG Shetler, SS Orli. 2001. Earlier plant flowering in spring as a response to global warming in the Washington, DC, area. Biodiversity and Conservation 10:597-612
- Laegaard, S; PM Peterson. 2001. GRAMINEAE (part 2) Subfam. Chloridoideae. pp. 1-131. In: Harling, G. and L. Andersson ( eds.) Flora of Ecuador 68
- Peterson, PM; Y Herrera-Arrieta. 2001. A leaf blade anatomical survey of Muhlenbergia (Poaceae:Muhlenbergiinae). Sida 19 :469-506
- Peterson, PM, RJ Soreng, G Davidse, TS Filgueiras, FO Zuloaga, EJ Judziewicz. 2001. Catalogue of New World grasses (Poaceae): II. subfamily Chloridoideae. Contr. U.S. Natl. Herb. 41:1-255
- Peterson, PM. 2000. Systematics of the Muhlenbergiinae (Chloridoideae: Eragrostideae). pp. 195-212. In: S. W. L. Jacobs and J. Everett (eds.). Grasses: Systematics and Evolution. CSIRO, Melbourne
- Peterson, PM; JJ Ortíz-Diaz. 1998. Allelic variation in the amphitropical disjunct Muhlenbergia torreyi (Poaceae: Muhlenbergiinae). Brittonia 50: 381-391
- Peterson, PM, RD Webster, J Valdes-Reyna. 1997. Genera of New World Eragrostideae (Poaceae: Chloridoideae). Smithsonian Contributions to Botany 87: 1-50
- Duvall, MR, PM Peterson, AH Christensen. 1994. Alliances of Muhlenbergia within the New World Eragrostideae are identified by phylogenetic analysis of mapped restriction sites from plastid DNA's. Amer. J. Bot. 81: 622-629
- Peterson, PM; CR Annable. 1991. Systematics of the annual species of Muhlenbergia (Poaceae: Eragrostideae). Syst. Bot. Monographs 31:1-109

- La abreviatura «P.M.Peterson» se emplea para indicar a Paul M. Peterson como autoridad en la descripción y clasificación científica de los vegetales.[2]